# Baladine Klossowska
Elisabeth Dorothea Spiro, conosciuta come Baladine Klossowska o Klossowska (Breslavia, 1886 – 1969), è stata una pittrice polacca.

## Biografia
È stata la madre del pittore Balthus, dello scrittore Pierre Klossowski e fu l'ultima amante del poeta Rainer Maria Rilke.
Nata a Breslavia, in Slesia (Wrocław in Polacco), discendeva da una famiglia di origine ebraica, suo padre, Abraham Beer Spiro, era un hazzan alla sinagoga della Cicogna bianca di Breslavia, che era emigrato dal quartiere Karelichy di Navahroudak (Governatorato di Minsk) a Breslavia nel 1873. La madre era Fanny Fajga Form. Si sposò con il pittore e storico dell'arte Erich Klossowski e la coppia si trasferì a Parigi, dove nacquero i loro figli: Pierre nel 1905 e Balthasar nel 1908. Elisabeth Spiro proseguì la sua carriera artistica con il nome di Baladine Klossowska, preferendo vivere in Francia dov'è rimasta per gran parte della sua vita.
I Klossowski furono costretti a lasciare la Francia nel 1914, all'inizio della prima guerra mondiale, a causa del loro passaporto tedesco. La coppia si separò definitivamente nel 1917. Elisabeth Spiro portò i suoi figli in Svizzera. Nel 1921 si trasferirono a Berlino a causa di pressioni finanziarie, ma tornarono a Parigi nel 1924, dove i tre vissero un'esistenza sostanzialmente ai limiti della povertà, spesso dipendenti dall'aiuto di amici e parenti.
Elisabeth Spiro incontrò Rilke nel 1919. Tra i due iniziò una storia d'amore, intensa ma episodica, che durò fino alla morte di Rilke nel 1926. Rilke la chiamava col nomignolo "Merline" nella loro corrispondenza, che fu pubblicata dopo la sua morte.